# Sidoluhur (Ambal)
Sidoluhur is een bestuurslaag in het regentschap Kebumen van de provincie Midden-Java, Indonesië. Sidoluhur telt 3033 inwoners (volkstelling 2010).